# Buckhannon
Buckhannon es una ciudad ubicada en el condado de Upshur en el estado estadounidense de Virginia Occidental. En el Censo de 2010 tenía una población de 5639 habitantes y una densidad poblacional de 769,07 personas por km².

## Geografía
Buckhannon se encuentra ubicada en las coordenadas 38°59′34″N 80°13′36″O / 38.99278, -80.22667. Según la Oficina del Censo de los Estados Unidos, Buckhannon tiene una superficie total de 7.33 km², de la cual 7.33 km² corresponden a tierra firme y (0%) 0 km² es agua.

## Demografía
Según el censo de 2010, había 5639 personas residiendo en Buckhannon. La densidad de población era de 769,07 hab./km². De los 5639 habitantes, Buckhannon estaba compuesto por el 94.48% blancos, el 2.06% eran afroamericanos, el 0.25% eran amerindios, el 0.94% eran asiáticos, el 0% eran isleños del Pacífico, el 0.35% eran de otras razas y el 1.92% pertenecían a dos o más razas. Del total de la población el 2.5% eran hispanos o latinos de cualquier raza.